# Río Gymaldyk
El río Gymaldyk, Guimaldyk o Gymyldyk (en ruso: Гымалдык, Гималдык, Гымылдык) es un río del Gran Cáucaso en el distrito de Karacháyevsk de la república de Karacháyevo-Cherkesia del sur de Rusia. Es un afluente del Teberdá, que desemboca en el río Kubán.

## Curso
El río nace en la estribaciones septentrionales del monte (2300 m), que le separa del valle del río Kishket. Su curso de 7 km desciende ladera abajo en dirección sureste hasta llegar a la orilla izquierda del Teberdá, ligeramente al norte de Vérjniaya Teberdá, tras pasar por debajo de la carretera militar de Sujumi.

## Historia
En la desembocadura del río Guimildik hay un yacimiento investigado en 1973 por J. J. Bidzhiyev. Se descubrieron cimientos de casas de piedra de la Alta Edad Media. Este mismo un arqueólogo descubrió un asentamiento en la margen izquierda del río, 2,1 km al oeste desde su confluencia con el río Teberdá. 
Un equipo de la expedición al Cáucaso Norte del Instituto de Arqueología de la Academia de Ciencias de la URSS llevó a cabo un reconocimiento a lo largo del río Guimildik y sus alrededores en 1978. En la orilla izquierda del Teberdá, sobre una colina se descubrió un asentamiento con dos capas culturales. 
La inferior, de 1,7 a 2 m de espesor contiene muchos fragmentos de vasijas de arcilla, fragmentos de vasijas grandes con un borde fuertemente doblado, vertical, asas en forma de bucle y cuerpo decorado con muescas oblicuas;
fragmentos de vasijas de arcilla gris pulidas y de paredes finas. El material se remonta a la Edad del Bronce. En 1979, en el asentamiento
se hallaron fragmentos de yeso, fragmentos de grandes vasijas moldeadas con el borde doblado hacia afuera. La cerámica de la capa superior pertenece a la época medieval. El espesor de la capa superior es de 0,5 a 0,6 m.  
Al norte del asentamiento de Guimildik, en una montaña escarpada, se halló un pueblo saqueado y un cementerio medieval. Se investigó más a fondo el entierro en un foso rectangular, las paredes
los cuales están revestidos de piedra y cubiertos con una losa. Sólo había un cuerpo en la tumba, se conservaba la columna vertebral Se encontraron una azada de hierro, un hacha de hierro y otros elementos. Probablemente la fecha del entierro es entre los siglos VIII-IX. 
En esta zona se examinaron los túmulos de las necrópolis de Koshanái y Akbar-Kulak, en la orilla derecha, y Guimildik I, en la margen izquierda. Se han descubierto terraplenes de piedra, de planta redonda, en forma de cúpula (Guimildik I) o alargada (Guimildik II, Koshanái). 
En la capa de 0,4 m de espesor del yacimiento de la desembocadura del Gadirbi se encontró cerámica medieval, similar a la hallada en la capa superior del asentamiento Guimildik.